# Мосская конвенция
Мосская конвенция (норв. Mossekonvensjonen, швед. Konventionen i Moss) — соглашение, заключённое 14 августа 1814 между королём Швеции и правительством Норвегии, положившее фактический конец шведско-норвежской войне. Конвенция де-юре была перемирием, но де-факто стала мирным договором и базой для заключения личной унии между Швецией и отделившейся от Дании Норвегией. 4 ноября 1814 года была заключена шведско-норвежская уния, по которой королём объединённой Швеции стал Карл XIII, избранный норвежским парламентом (стортингом). Уния продлилась вплоть до 1905 года.

## Предыстория
В 1814 году Датско-норвежская уния потерпела поражение в затяжной англо-датской войне: по заключённому 14 января Кильскому миру Норвегия была отделена от Дании и присоединена к Швеции, которой правил монарх из основанной маршалом Бернадотом династии Бернадотов. Чтобы решить свою судьбу, норвежцы созвали конституционное собрание в Эйдсволле, приняв и подписав 17 мая конституцию Норвегии. Собрание избрало своим королём вице-короля и наследника датского и норвежского тронов, принца Кристиана Фредерика.
Кронпринц Швеции, Карл Юхан (он же маршал французской армии Жан-Батист Бернадот) от имени шведского короля Карла XIII осудил образование независимой Норвегии и 2 июля 1814 года повёл шведские войска на острова Валер и к стенам Фредрикстада: шведы превосходили норвежцев по численности армии, вооружению и уровню подготовки. 26 июля произошли первые боестолкновения, когда шведский флот открыл огонь по норвежским канонеркам. Норвежцы успели увести свои суда, но до конца боевых действий не участвовали больше в сражениях. Основные шведские силы перешли границу у Хальдена, окружив крепость Фредрикстен и затем направившись на север. Вторая часть шведской армии численностью 6 тысяч человек высадилась у Крокербю, недалеко от Фредрикстада, и уже на следующий день город капитулировал.
Норвежские войска оказались окружены в Раккестаде, однако предприняли несколько контрударов против шведских войск. Это заставило шведов остановить своё наступление и начать вести переговоры о мирном присоединении Норвегии к Швеции. 7 августа Карл Юхан признал демократическую конституцию Норвегии, а 14 августа в Моссе и 15 августа в Фредрикстаде завершились переговоры между двумя сторонами.

## Условия конвенции
Кильский мирный договор был немного смягчён, и между Норвегией и Швецией была заключена уния на более равных условиях. Конвенция включала в себя четыре важных положения:
- Соглашение заключали кронпринц Швеции от имени короля Швеции и правительство Норвегии. Шведы не признавали претензии Кристиана Фредерика на норвежский трон, поэтому он не был стороной соглашения, подписанного двумя его министрами — Нильсом Оллом и Йонасом Коллеттом.
- К концу сентября — началу октября парламент Норвегии должен был ратифицировать конвенцию.
- Король Швеции признавал норвежскую конституцию, но с теми поправками, которые должен был принять норвежский парламент, чтобы допустить унию с Швецией.
- Кристиан Фредерик отказывался от претензий на норвежский трон и должен был покинуть страну.

Самые серьёзные противоречия возникли по поводу требования о безговорочном отречении Кристиана Фредерика от трона, которое он принял, и по поводу признания унии как результата не Кильского мира, а Мосской конвенции. По настоянию Норвегии обе стороны договорились о том, что шведский король не будет короноваться как король Норвегии до тех пор, пока его таковым не изберёт норвежский стортлинг. Правительство Норвегии становилось органом исполнительной власти до избрания монарха, и подписанные им решения были окончательными. В целом это означало, что 14 января с подписанием конвенции король Швеции не становится одновременно правителем Норвегии.
Многие из норвежцев были потрясены подобным решением, и когда шведский военачальник Магнус Бьёрнчерна, возглавлявший шведскую делегацию на переговорах, прибыл в Христианию, его встречали там недружелюбно. Норвежцы выразили своё недовольство в адрес своего руководства, осудив то, что они считали неэффективной военной защитой. Однако со временем мнение общественности изменилось. Конвенция оказалась лучшим вариантом по сравнению с условиями Кильского мира по итогам англо-датской войны. Норвегия была не результатом шведского завоевания, а равной стороной в унии двух независимых государств. Были приняты принципы и содержание конституции Норвегии. Действия Кристиана Фредерика в 1814 году во многом способствовали вхождению Норвегии в унию с сохранением собственного парламента и других государственных органов, за исключением короля и министерства иностранных дел.
Шведско-норвежская война стала последней на текущий момент войной с участием Швеции и последней войной между норвежцами и шведами.